# Afroboliviano
Los afrobolivianos o bolivianos negros son los bolivianos que tienen de su origen étnico total o mayormente en el África subsahariana.
Uno de los grupos con mayor antigüedad registrado en el actual territorio ocupado por Bolivia lo constituyen aquellos que llegaron traídos en condición de esclavitud desde diferentes regiones de África por traficantes para su comercialización a los conquistadores españoles, a partir del siglo XVI, en un fenómeno denominado por la antropóloga Marimba Ani como Maafa. Su situación en ese momento suponía la realización de trabajos de diversa índole de manera forzada. Hoy constituyen parte de la diáspora africana.
La comunidad afroboliviana es una comunidad en crecimiento y con un fuerte sentido de pertenencia y fuerza política, existiendo comunidades alrededor de toda Bolivia. El 23 de septiembre se conmemora en Bolivia el Día del Pueblo y Cultura Afroboliviano.
Entre los elementos culturales de gran influencia en su país se encuentra la Saya que es una manifestación cultural expresada en música, danza, poesía y ritmo propio del pueblo afroboliviano.

## Historia
En el siglo XIII existían en África un conjunto de comunidades bajo diferentes modelos de organización, a partir de 1441 se inició el proceso de compra de esclavos en África y la transportación transatlántica de estos para su comercialización, el proceso se recrudeció tras la llegada de los colonizadores a América y alcanzó sus peores proporciones en el s XVIII, el proceso de secuestro y traslado de personas significaba importantes batallas y un saldo de numerosos muertos y heridos en las costas o el interior de África.
Los procesos de aculturación a los que las comunidades africanas fueron sometidas en diferentes periodos de la historia supuso la pérdida al menos parcial de su historia.

### Orígenes

Países del Oeste de África, una de las regiones de origen mayoritario de la comunidad afroboliviana.

Durante el proceso de Tráfico esclavista transatlántico se transportaron contra su voluntad alrededor de 12,5 millones de personas desde África hacia América, entre los siglos XVI y XIX; en África se identificaron los puntos geográficos desde donde eran secuestrados y de donde provinieron de manera predominante, de la misma manera se han identificado los puertos de entrada a Sudamérica con rumbo a la Real Audiencia de Charcas, hoy Bolivia siendo los principales el Río de La Plata desde donde llegaban principalmente las personas provenientes de África Central y Oeste y el Puerto del Callao desde donde ingresaban mayoritariamente personas provenientes de Angola durante el s XVI.
Durante el proceso de llegada de las comunidades africanas a América se identifican diferentes picos u olas con diferentes características, así la primera correspondiente al s XVI trajo habitantes desde la región oeste y central, una segunda ola trajo secuestradas a comunidades de Senegal y Gambia. Este proceso presentó particularidades para cada región de África y las regiones receptoras en Sudamérica y posteriores comunidades establecidas a través del tiempo.
De acuerdo a los nombres pervivientes entre la comunidad afroboliviana, tales como Angola o Makonde, durante mucho tiempo se ha considerado que una gran parte de la comunidad afroboliviana contemporánea es descendiente de comunidades que se hallaban asentadas entre los siglos XVI y XIX en los territorios que hoy corresponden a Ghana, Angola, la República del Congo, la República Democrática del Congo y Sudán al oeste de África.
Un estudio realizado en 2015 entre 105 pobladores afrobolivianos de la población de Tocaña identificó sus ancestros como habitantes del Este y Sudeste de África, proceso que podría ser explicado relacionando su migración forzada con el tráfico de personas en esa región realizado por los árabes.
Otro estudio genómico realizado en 2016 con muestras de dos habitantes contemporáneos de Los Yungas reveló que su ancestros provenían del Oeste y Centro de África de asentamientos a lo largo de la costa de Senegal, Ghana y Nigeria y rastreado el trazo de combinación de genoma atribuible a diferentes ancestros se pudo determinar que el periodo de combinación de diferentes trazos de genoma correspondía a cuatro siglos atrás, dato coincidente con el periodo de mayor ingreso de comunidades africanas a Bolivia.

Un nuevo estudio de 2017 basado en 97 muestras arrojó datos sobre particularidades propias de las comunidades de Nor y Sud Yungas, de la misma manera identificó similitud genética de las comunidades afrobolivianas con otras comunidades como las existentes en Mozambique, Angola y Uganda, entre otras, sobre los resultados afirman:
Analizando comparativamente los resultados obtenidos para la población estudiada con otras poblaciones se observa que Noryungas presenta una baja o nula divergencia genética con Angola, Benín y la población boliviana del Departamento El Beni.
De acuerdo a los diferentes estudios se identifica que las comunidades afrobolivianas tienen orígenes en regiones diferenciadas como producto de las diversas etapas del proceso de Tráfico esclavista transatlántico así como las dinámicas de movilidad al interior de las colonias americanas.

### Trabajo en las colonias
Existen registros del tráfico de personas africanas hacia Bolivia tanto para su incorporación forzosa entre los trabajadores de la mina como por el negocio que significaba en sí mismo el tráfico de personas, existen registros coloniales que refieren su presencia en otras labores como el cuidado de niños y otras de carácter doméstico en las ciudades de La Paz, Potosí y Sucre. 

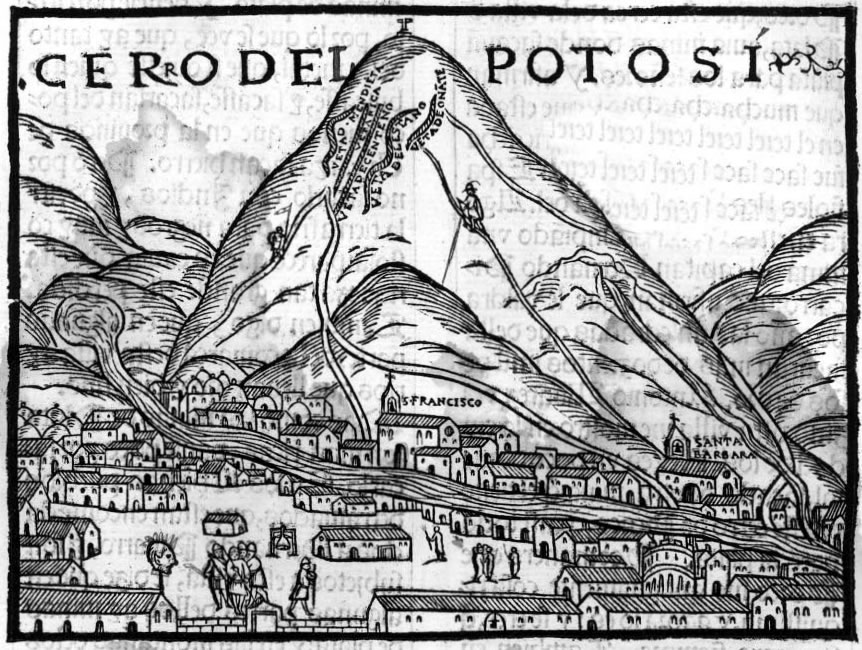
Primera imagen del cerro Rico llegada a Europa

En 1544 los conquistadores españoles tuvieron noticias de la explotación de las minas de plata en el cerro Rico de la actual ciudad de Potosí situado en la Real Audiencia de Charcas, ahora Bolivia. Los conquistadores españoles empezaron a obligar a realizar labores de minería a grupos de  aymaras y quechuas, sin embargo, la salud de estas personas empleadas para realizar los trabajos en las minas se debilitaba rápidamente y en muy pocos meses morían o quedaban inhabilitadas para el trabajo, haciendo que los españoles decidiesen buscar nueva mano de obra en otros grupos humanos considerados más adecuados. A principios del siglo XVII , los dueños de las minas comenzaron a traficar personas en grandes cantidades, la mayoría provenientes de las Antillas o países africanos como el Congo y Angola, los cuales pasaron a formar parte de la ciudad durante su periodo de mayor auge económico.
La vida en las minas no era fácil, un factor importante que dificultó su trabajo en las minas fue la altura en la que trabajaban, siendo que la ciudad de Potosí está a 4070 metros sobre el nivel del mar, haciéndola una de las ciudades más altas del mundo. Una parte de los trabajadores afrobolivianos, así como aymaras y quechuas morían a los seis meses debido a los gases tóxicos dentro de las minas que inhalaban al trabajar y al mercurio que empleaban en el procesado del mineral. El trabajo en la mina suponía trabajar en ambientes oscuros por cuatro meses, por lo que cuando salían de las minas se veían obligados a vendarse los ojos para proteger sus ojos de la luz del sol.

Los registros coloniales refieren datos sobre su presencia desde 1549, en diferentes ciudades y sobre su participación en diferentes espacios de la vida cotidiana durante la colonia, se menciona por ejemplo:
"Pasada  esta dulce  ceremonia  ' de la presentación  indígena',  se oyó ruido de cajas por la calle del contraste y mirando todos aquella parte vieron entrar 12 negros atabaleros en mulas buenas, todos vestidos de raso verde y encarnado;  las cubiertas de las mulas o gualdrapas eran de tela nácar los atabales cubiertos con brocados azules  con muchas cadenas de perlas en los bordes" Orsúa y Vela, 1736
Un censo realizado en Potosí durante el siglo XVII refiere que en la ciudad se registraron 600 personas de origen afro entre negros, mulatos y zambos de acuerdo a las denominaciones impuestas por el Sistema de castas colonial. Esta población correspondía al 3, 9% de la población total de la ciudad en esa época.
Se tiene estimado que ocho millones de personas que realizaron estas labores forzadas murieron por trabajar en las minas desde 1545 en que los españoles tomaron el control de las minas, hasta 1825 que terminó el periodo colonial y se declaró la independencia de Bolivia. En la ciudad de Santa Cruz de la Sierra, luego de las revoluciones de Chuquisaca y La Paz, sucedió una rebelión de afroamericanos e indígenas en agosto de 1809, en contra de los criollos de esa ciudad. Finalmente, la rebelión fue descubierta y los rebeldes fueron aprehendidos o incluso ejecutados.

### Periodo Republicano
Durante el periodo pre republicano numerosos afrodescendientes participaron de las batallas por la independencia, siempre bajo la promesa de libertad. Posteriormente, en las diferentes guerras que sostuvo Bolivia la participación de afrobolivianos fue constante.

### Desplazamiento a Los Yungas

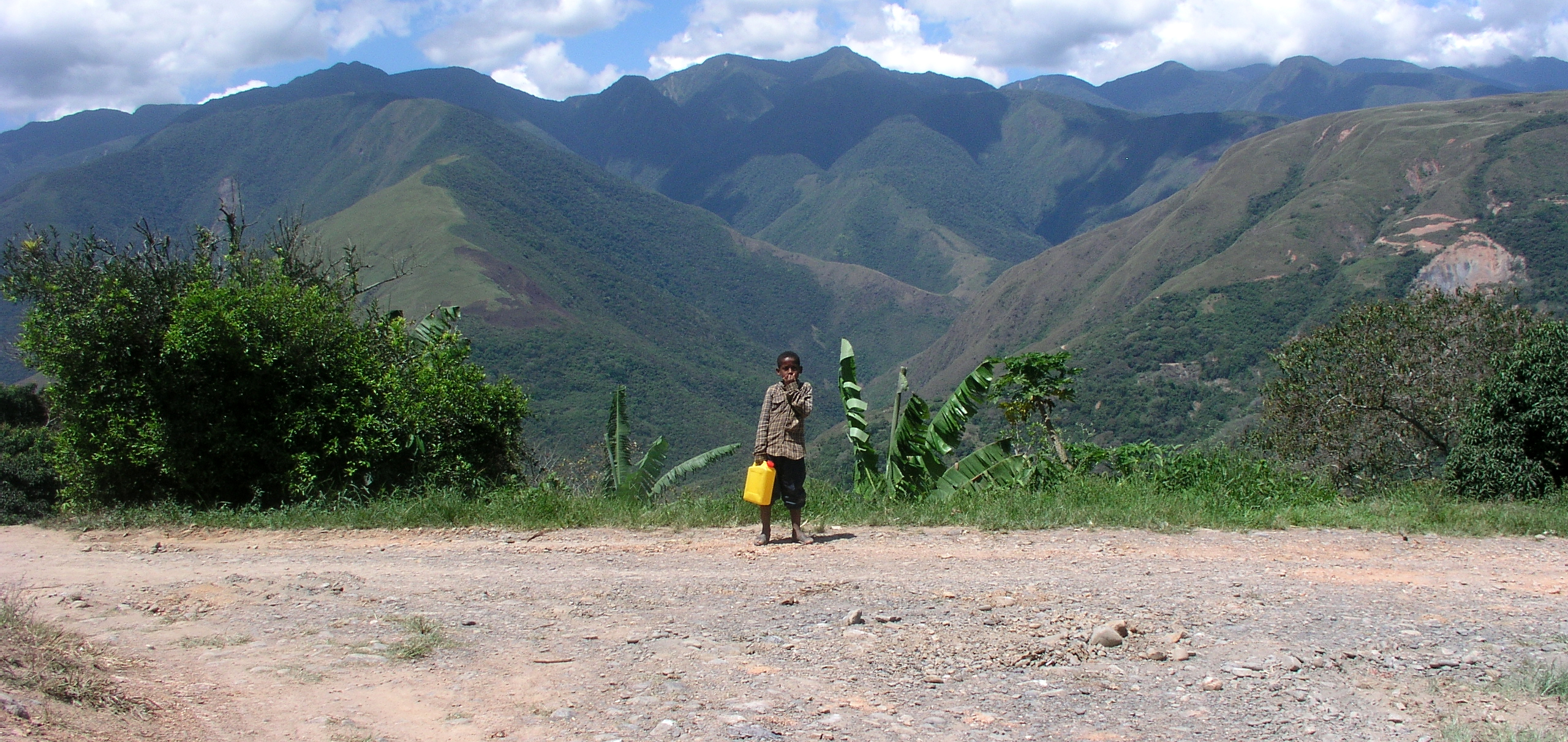
Niño afroboliviano en Coroico, pueblo en Los Yungas.

Con la reducción de la cantidad de mineral extraído de las minas del cerro Rico y la emancipación de la comunidad afro en el siglo XIX, esta población se desplazó a lugares más cálidos, es así que grupos étnicos de origen africano llegaron a Los Yungas, en el departamento de La Paz, a través de 3 caminos incaicos, El Choro, Taquesi y Yunga Cruz y se asentaron en las poblaciones de Chicaloma y Mururata, entre otras. Sin embargo, siguieron trabajando en condición de esclavitud para los propietarios de las haciendas realizando trabajos como el cultivo de la hoja de coca o los cítricos, entre otros.
El trato dentro las haciendas fue mejorando a su favor. A pesar de que no recibían un sueldo, los hacendados llegaron a un momento de flexibilidad donde los afrobolivianos trabajaban tres días para el patrón, un día para dedicado a los requerimientos de la hacienda, y el resto de la semana podían trabajar en una parcela pequeña que el hacendado entregaba al empleado a cambio del trabajo en la plantación. Otra trato importante tiene que ver con la edad de inicio de trabajo obligatorio en los niños a los 12 años.
En 1945, el presidente Gualberto Villarroel promulgó el Decreto Supremo  319, que declara abolidos los servicios de Pongueaje y Mitanaje. En 1952, fue abolido el trabajo gratuito y la servidumbre. El 2 de agosto de 1953, mediante el Decreto Ley 3464 se abolió el «pongueaje» y «mitanaje», lo que permitió a los afrobolivianos librarse de la esclavitud. También se les otorgó tierras donde las comunidades descendientes viven y trabajan.

## Organización y reivindicaciones
Tras la Primera Conferencia Mundial contra el Racismo la comunidad afroboliviana, entre ellos los activistas Jorge Medina y Marfa Inofuentes fundaron CADIC, Centro Afroboliviano para el Desarrollo Integral y Comunitario, a través de esta entidad desarrollaron diferentes actividades culturales y políticas teniendo entre sus logros la inclusión de afroboliviano entre las categorías identitarias censales de Bolivia, esto tras el proceso de la Asamblea Constituyente. Uno de los objetivos de esta inclusión era visibilizar la existencia de la comunidad a través de datos y a partir de ellos generar políticas y normativas específicas ligadas al sector.

Afiches de los diferentes eventos realizados por la comunidad afroboliviana
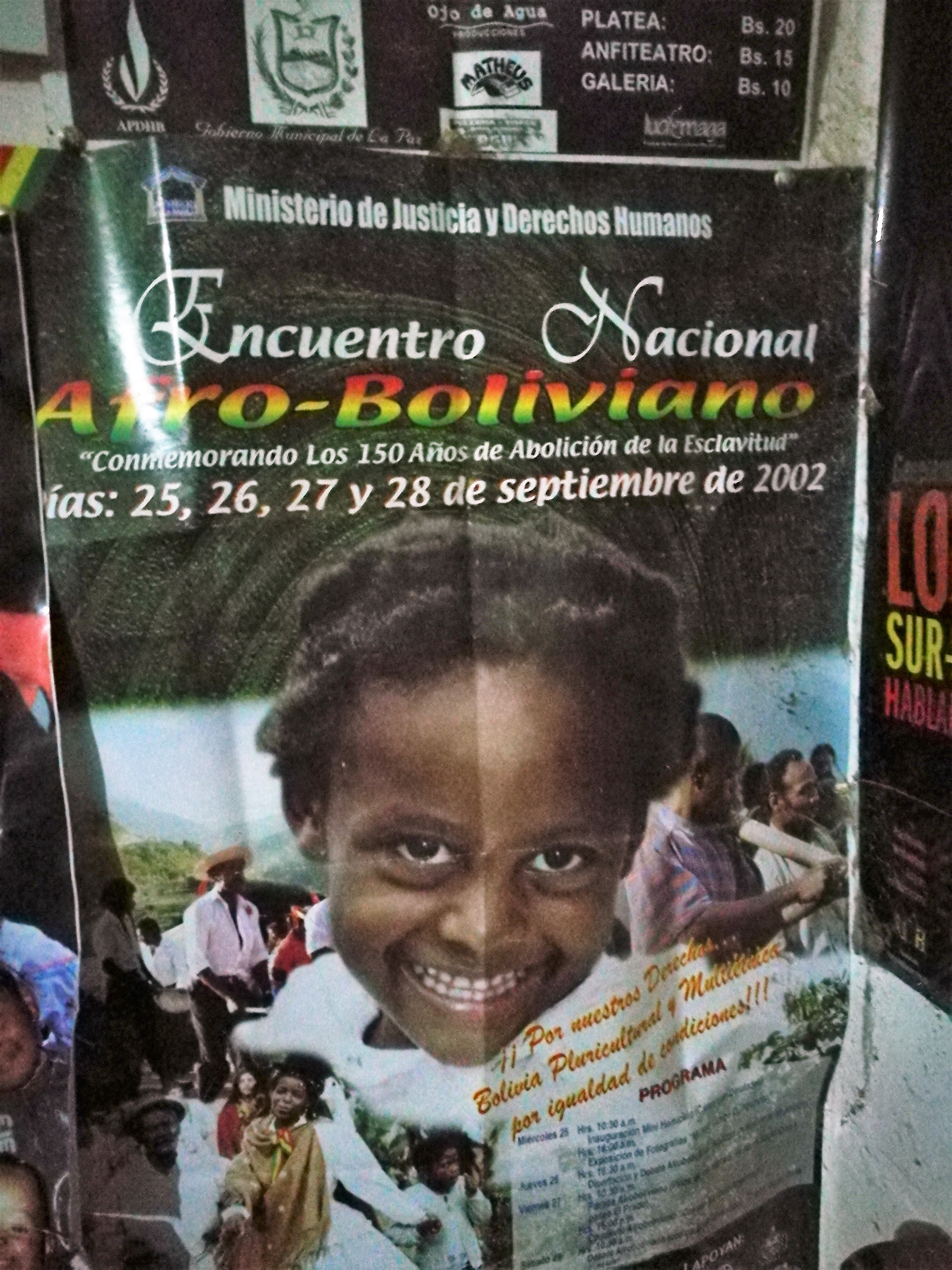
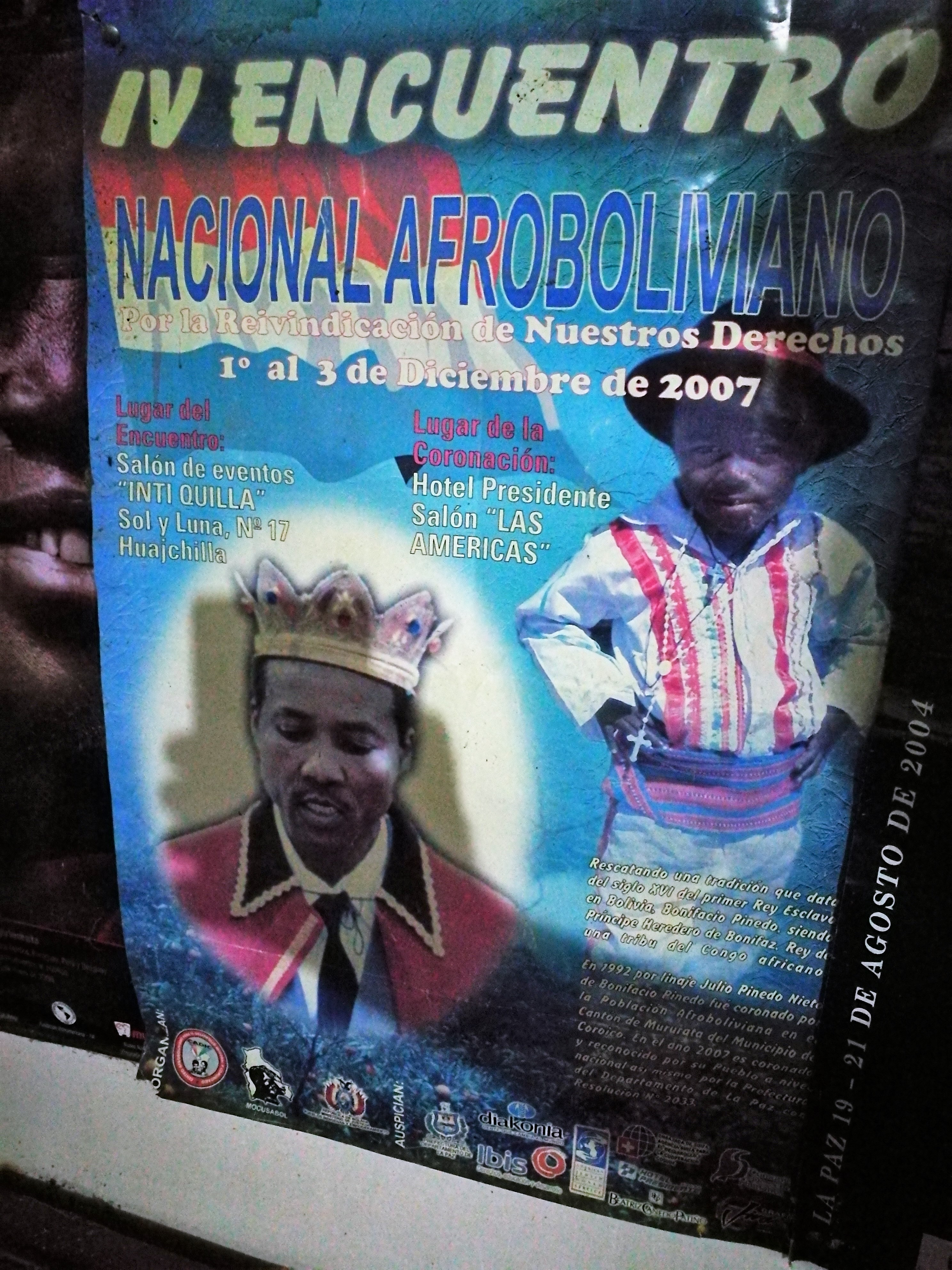
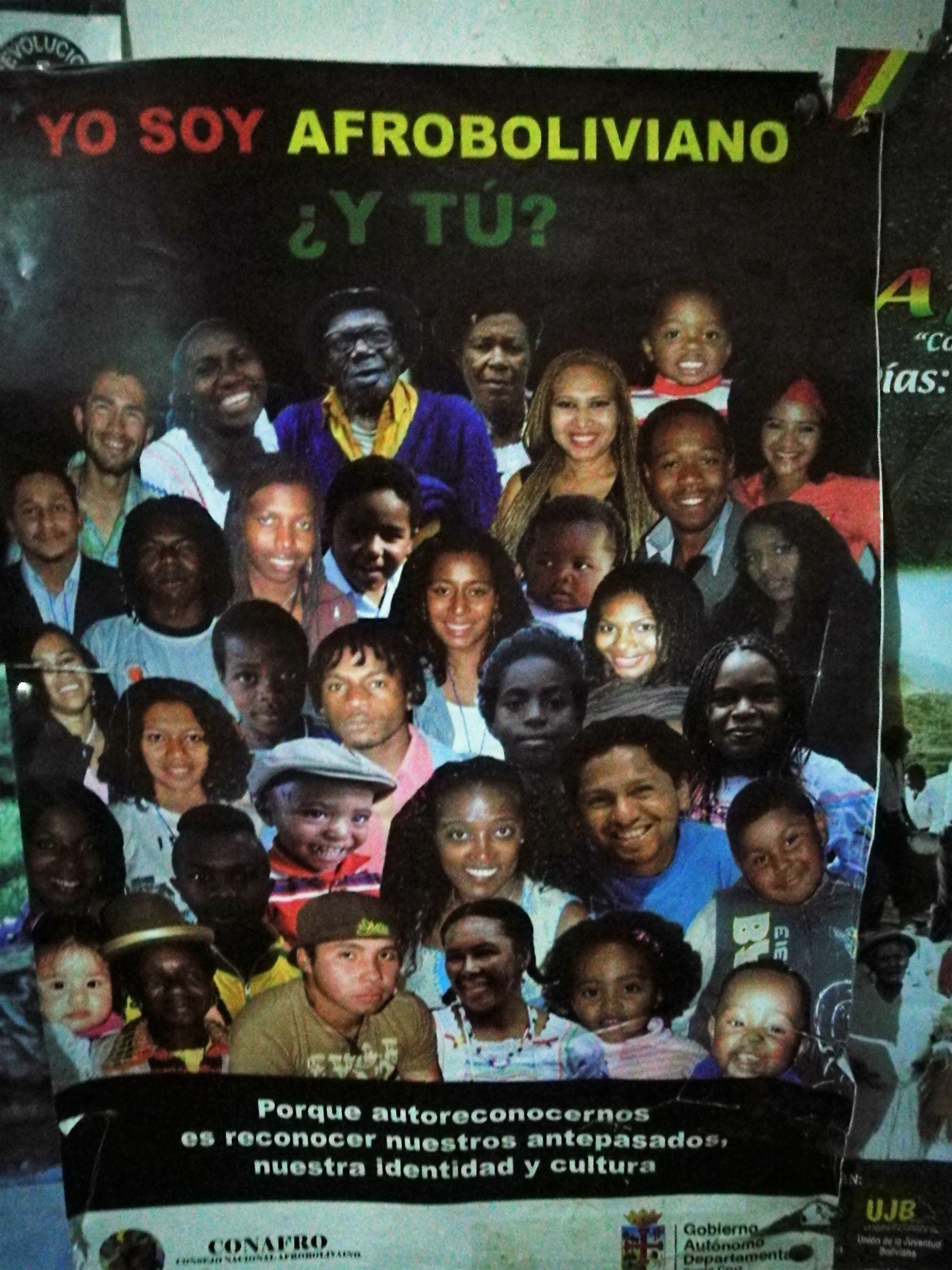

## Afrobolivianos en la actualidad

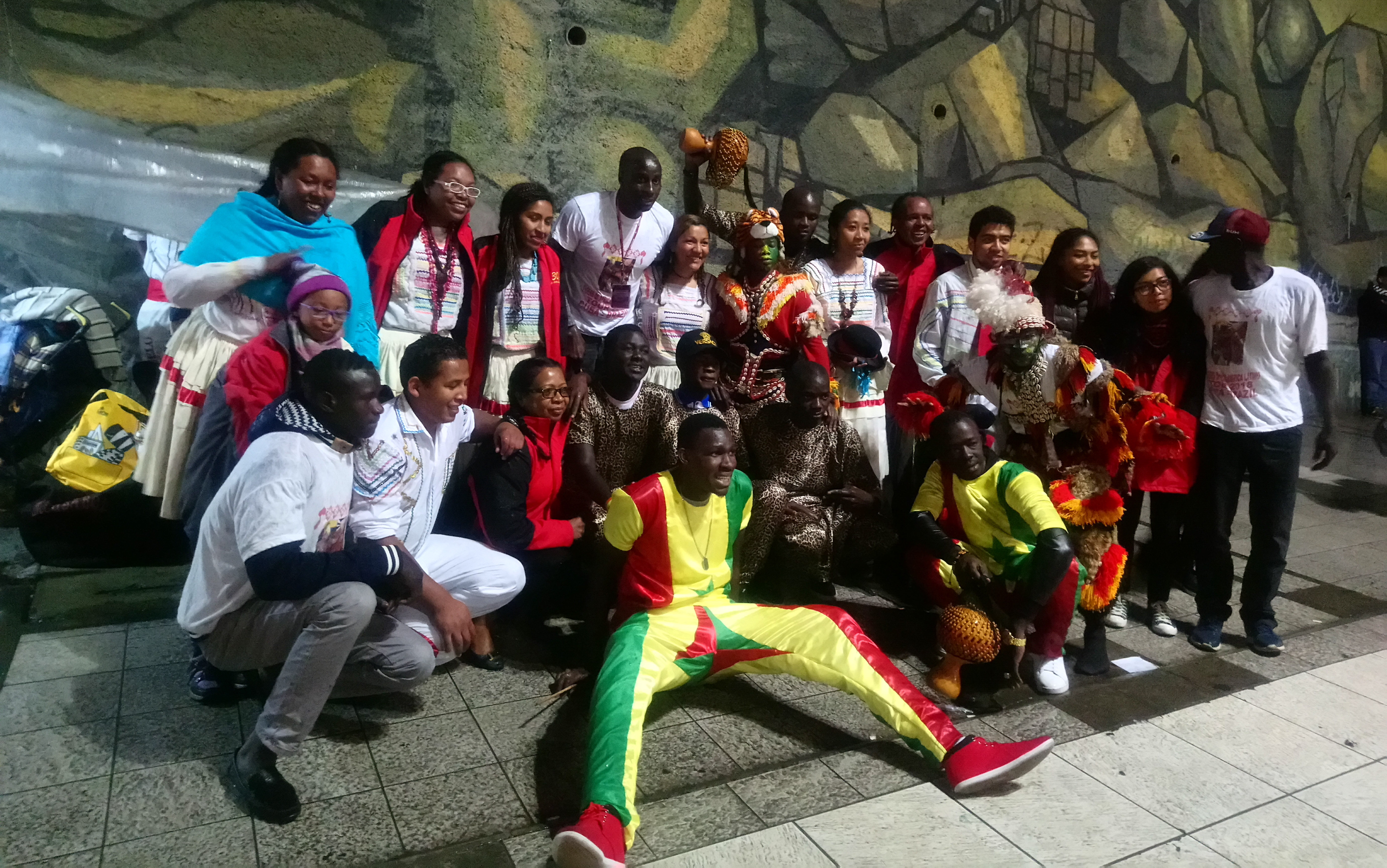
Jóvenes del Movimiento Cultural Saya Afro Boliviana y el grupo The Lions de Senegal durante un encuentro en el marco del Decenio Internacional de los Afrodescendientes

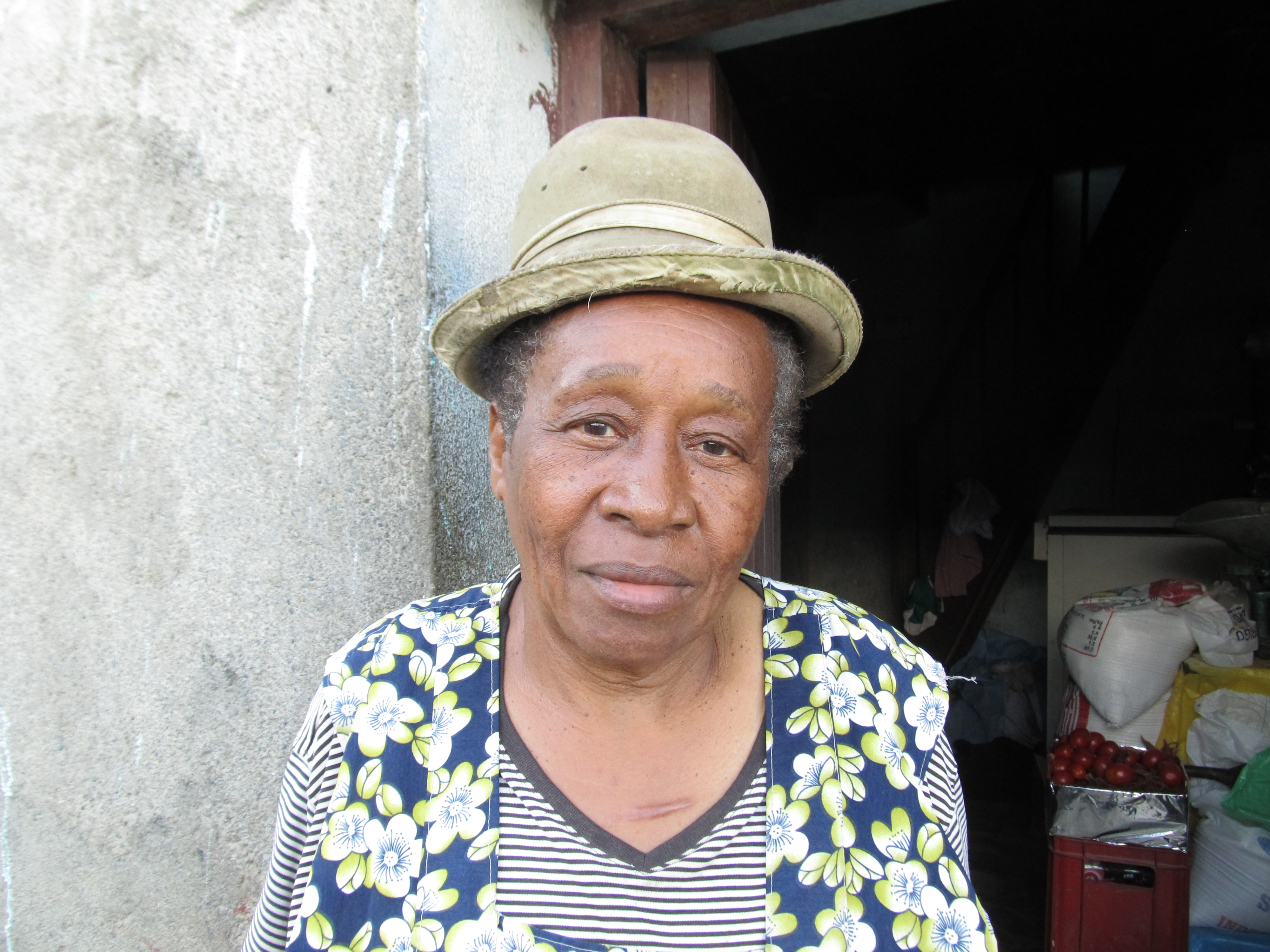
Ángélica Larrea, conocida como la reina de los afrobolivianos en la región de Los Yungas.

Hasta 2015 se consideraba que la mayor cantidad de afrobolivianos se concentran en la región de Los Yungas donde conservan terrenos con cultivos permanentes, principalmente de coca, la que constituye la base económica del hogar y que es la fuente fundamental de la economía de la comunidad, aunque también cultivan en cantidades significativas café, cítricos, plátano, yuca, papaya y cereales para autoconsumo. Se tiene estimado que en la actualidad viven 25.000 afrobolivianos en Los Yungas, y existen otros grupos de la población afroboliviana que habita en ciudades de La Paz y Santa Cruz de la Sierra.
La comunidad afroboliviana tiene una fuerte raíz cultural, basada en sus ancestros migrados de África. La cultura afroboliviana ha sentado sus tradiciones dentro de la cultura de Bolivia, siendo su mayor influencia la saya afroboliviana, baile popular conocido a lo largo del país, en cuyos cantos plasman las inquietudes sociales, historia, alegrías, penas, críticas con coplas rimadas al ritmo de tambores.
Los idiomas y las variaciones dialectales, la música, la actitud y forma de ser del afroboliviano, tienen particularidades que los diferencian del resto de los grupos afrodescendientes. Los afrobolivianos además de tener influencia cristiana, conservan todavía elementos de rituales de la macumba y del Vuh-duh, sobre todo en las poblaciones de Chicaloma y Mururata, perviven algunas tradiciones.
La población que se autoidentificó como afroboliviana en el censo de 2012 fue de 16 329 personas. No se consideró en el censo de 2001 la posibilidad de autoidentificación como afroboliviano.

## Cultura

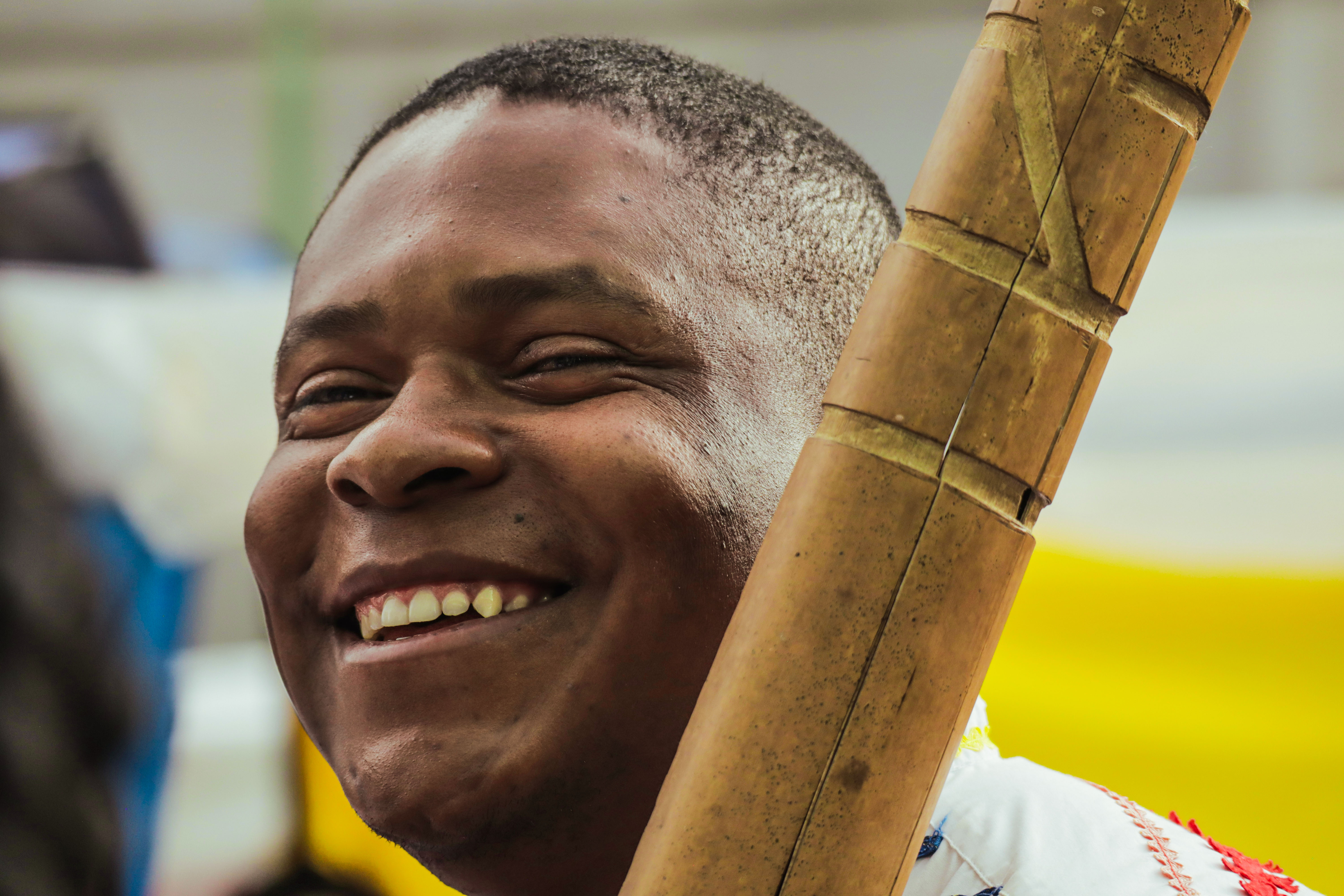
Músico afroboliviano interpretando la saya.

### Bailes
La comunidad afroboliviana es conocida por sus bailes que han trascendido en la cultura boliviana, como ser la Saya afroboliviana.

### Tradiciones
Una de las tradiciones de la población afroboliviana es un ritual funerario llamado Mauchi, en el que se reza musicalmente o canta para despedir al difunto en el momento de su entierro.

## Racismo en Bolivia relacionado con el tono de piel
En Bolivia, al igual que en otros países el racismo relacionado con el tono de la piel o el origen africano de las personas se remonta a los tiempos de la dominación colonial. En el régimen de castas impuesto por España, los descendientes de personas provenientes del África negra ocupaban un lugar aún más bajo que los descendientes de personas pertenecientes a los pueblos originarios. Al día de hoy persiste un cierto grado de racismo en contra de las personas afrodescendientes en el país.

## Afrobolivianos notables

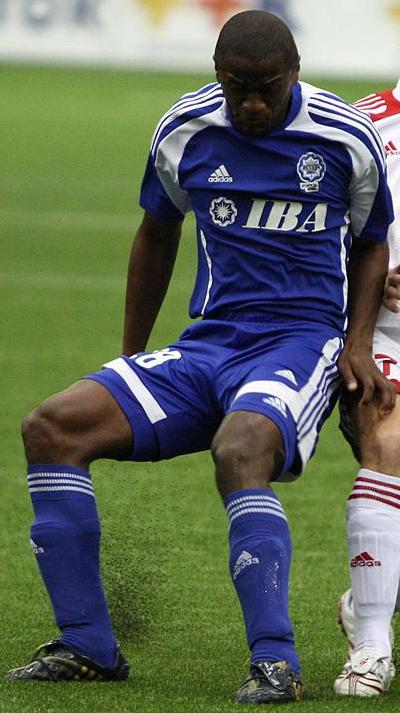
Augusto Andaveris nacido en la comunidad afroboliviana de Chicaloma en Los Yungas

### Casa Real Afroboliviana
- Julio Pinedo, Rey afroboliviano en Mururata, nieto del último rey esclavo durante la Colonia, Bonifacio Pinedo.
- Bonifacio Pinedo, Rey de los esclavos afrobolivianos durante la colonia española en Bolivia.

### Deporte
- David Akologo, futbolista de origen ghanés que fue parte de la selección de Bolivia en 2024.
- Augusto Andaveris, actual futbolista del Club Always Ready de Bolivia y exdelantero de la selección boliviana de fútbol entre 2001 y 2007.
- Demetrio Angola, es un exfutbolista boliviano. Jugaba como delantero y militó en los clubes Bolívar, Chaco Petrolero, Jorge Wilstermann, The Strongest, San José y Mariscal Braun.
- Jaime Arrascaita, futbolista nacido en Chicaloma, hizo su debut a los 19 años jugando en el Club Bolívar, pasando por muchos otros clubes bolivianos como Sport Boys Warnes, Real Potosí, Wilstermann y The Strongest.
- Ramiro Ballivián, futbolista del club Universitario de Sucre.
- Ramiro Castillo, también conocido como «Chocolatín», futbolista de numerosos clubes e ídolo de la Selección boliviana de Fútbol entre 1989 y 1997.
- Marc Enoumba, futbolista de origen camerunés que jugó con la selección de Bolivia en 2021 y 2022.
- Diego Medina Román, futbolista actual de la selección de Bolivia.
- Enzo Monteiro, futbolista actual de la selección de Bolivia.
- Leonel Morales futbolista de los clubes Sport Boys de Warnes y Club Bolívar.
- Gustavo Pinedo, exfutbolista que jugó con la selección de Bolivia en 2007.
- Guadalupe Tórrez, atleta que representó a Bolivia en los Juegos Olímpicos de París 2024.

### Otras personalidades
- Pedro Andaverez Peralta, Benemérito de la guerra del Chaco.
- Mónica Rey Gutiérrez, diputada y activista por los derechos afrobolivianos.
- Marfa Inofuentes, activista por los derechos afrobolivianos.
- Juan Angola Maconde, economista e historiador.
- Jorge Medina Barra, activista, diputado, radialista y actor.